# Luciano Satta
Luciano Satta (Siena, 26 luglio 1924 – Impruneta, 16 febbraio 1998) è stato un linguista, saggista e giornalista italiano.
Studioso ed esperto di lingua italiana con insigni maestri, come giornalista e critico si dedicò particolarmente alla divulgazione del suo "buon uso", adoperando uno stile ironico e comunicativo.

## Biografia
Nato a Siena, si laureò in Lettere e diventò giornalista professionista nel 1948.
Redattore capo de La Nazione di Firenze, curò per anni popolari rubriche divulgative su temi linguistici, in particolare Matita rossa e blu dal 1983 su Il Giornale diretto da Indro Montanelli e, precedentemente, Parole su La Nazione.
Nel 1968 pubblicò per Sansoni il suo primo manuale, dal titolo Come si dice: uso e abuso della lingua italiana. Del 1971 è invece la prima edizione della sua Grammatica della lingua italiana per le scuole, in 700 pagine, riedita da D'Anna per quasi un ventennio. Proseguendo parallelamente l'attività giornalistica, negli anni successivi pubblicò altri saggi e volumi per Mondadori, Il Resto del Carlino, Sansoni e D'Anna. Nel 1987 fu tra gli autori di Dove va la lingua italiana? a cura di Jader Jacobelli per Laterza. Collaborò lungamente anche con Il Resto del Carlino e i quotidiani del gruppo Monti.
Dal 1988 fu vicedirettore del DIR, Dizionario italiano ragionato (D'Anna). Nel 1989 iniziò la collaborazione con Bompiani, con cui pubblicò Matita rossa e blu, volume nel quale analizzava lo stato della lingua italiana in 110 scrittori contemporanei; con prefazione di Indro Montanelli, il libro fu nello stesso anno finalista al Premio Estense. Sempre per Bompiani fece uscire il suo Dizionario dei luoghi comuni della lingua italiana, dal titolo Alla scoperta dell'acqua calda, pubblicato nel 1990.
Nel 1991 fu fra gli autori del volume Il linguaggio della pubblicità, edito da Mursia, di cui curò anche la prefazione. L'anno successivo firmò la prefazione al dizionario livornese/toscano Il Nuovissimo Borzacchini, di Ettore Borzacchini; collaborò inoltre alle edizioni dei vocabolari Devoto-Oli e Zingarelli.
Dal 1992 al 1994 curò una rubrica fissa settimanale nel programma televisivo Almanacco del giorno dopo su Rai 1, intitolata come uno dei suoi libri già pubblicati, Matita rossa e blu.
Nel 1993 curò per D'Anna la riedizione del Nuovo Ristretto Di Ortografia Portatile del 1825. L'anno successivo pubblicò per Bompiani il saggio Ma che modo, dedicato all'"uso e agli abusi" del congiuntivo nella lingua italiana.
Poco prima di morire, firmò l'introduzione de Il Dizionario della Lingua Italiana De Agostini, pubblicato nel 1998.
I suoi libri Bada come parli, Ma che modo, Matita rossa e blu e Alla scoperta dell'acqua calda fanno parte della biblioteca dei dizionari dell'Accademia della Crusca.

## Opere

### Libri
- Come si dice: uso e abuso della lingua italiana, Firenze, Sansoni, 1968.
- La prima scienza. Grammatica italiana, Messina-Firenze, Casa editrice G. D'Anna, 1971, SBN SBL0377044.
- Parole. Divertimenti grammaticali, Collana Oscar, Milano, Mondadori, 1981, ISBN 978-88-041-9605-1.
- Bada come parli (e come scrivi), Il Resto del Carlino, 1986.
- Scrivendo & parlando. Usi e abusi della lingua italiana, Firenze, Sansoni, 1988, ISBN 88-3-83-0069-0.
- Matita rossa e blu: lo stato della lingua italiana nell'esame spietato ma scherzoso compiuto su 110 scrittori contemporanei, Prefazione di Indro Montanelli, Milano, Bompiani, 1989, ISBN 978-88-452-1440-0.
- Alla scoperta dell'acqua calda: dizionario dei luoghi comuni della lingua italiana, Collana Saggistica, Milano, Bompiani, 1990, ISBN 978-88-452-1615-2.
- La lingua italiana è sempre stata bene (I Quaderni), Consolato generale d'Italia, 1991.
- Ma che modo: uso e abusi del congiuntivo, Milano, Bompiani, 1994, ISBN 978-88-452-2229-0.

### Curatele
- Il millevoci: le parole e le accezioni che non tutti conoscono, Messina-Firenze, G. D'Anna, 1974.
- Quest'altro millevoci: le parole e le accezioni che non tutti conoscono, a cura di, Messina-Firenze, G. D'Anna, 1981.
- Nuovo Ristretto di Ortografia Portatile, ristampa anastatica dell'edizione del 1825, Milano-Firenze, G. D'Anna, 1993.